# Bejeweled Stars

Bejeweled Stars (раніше відома як Bejeweled Skies під час свого плавного запуску) — це гра з трійками в ряд, розроблена PopCap Games і розповсюджена Electronic Arts. Це третя допоміжна гра в серії Bejeweled і перша, яка дебютує на смарт-пристроях. Гра була плавно запущена в Канаді в грудні 2015 року, а в усьому світі була випущена 10 травня 2016 року.
На відміну від попередніх ігор серії, Bejeweled Stars зосереджена на проходженні рівнів, подібно до Candy Crush Saga. Коли гравець пройде один рівень, наступний розблокується. Кожен рівень має власну мету, а на деяких рівнях гравець знайомиться з різними ігровими механізмами, такими як течії, хмари, спеціальні дорогоцінні камені та інші унікальні цілі.

## Сюжет
Corvus the StormCrow створює потужний об'єкт у PowerLab, який випадково розбиває сузір'я в небі, розкидаючи зірки по землі. Зоряний кіт Фелікс і грозовий ворон Корвус просять гравця допомогти відновити сузір'я.

## Ігровий процес
Як і в інших іграх серії, у Bejeweled Stars гравець міняє місцями два сусідні дорогоцінні камені, щоб створити лінію з трьох або більше дорогоцінних каменів. Коли це відбувається, відповідні дорогоцінні камені зникають з дошки, а інші дорогоцінні камені падають, потенційно створюючи каскади. Зіставлення чотирьох або більше дорогоцінних каменів може створити особливі дорогоцінні камені, які можуть знищити кілька дорогоцінних каменів одночасно. Зіставивши чотири дорогоцінні камені в ряд або створивши простір 2x2 з дорогоцінних каменів одного кольору, ви створите полум'яний самоцвіт, який вибухає та знищує вісім дорогоцінних каменів, що його оточують. Складання сірників у формі T, L або + створює зірковий самоцвіт, який знищує всі дорогоцінні камені в рядку та стовпці. Створення збігу з п'яти дорогоцінних каменів поспіль створює гіперкуб, який руйнує всі дорогоцінні камені свого кольору, коли їх замінює дорогоцінним каменем. Якщо зібрати шість або більше дорогоцінних каменів, це сформується в DarkSphere, який перетворює всі дорогоцінні камені заміненого кольору на гіперкуби. Зірки додають можливість об'єднати здібності спеціальних самоцвітів, помінявши місцями два сусідні спеціальні самоцвіти (наприклад: заміна двох полум'яних самоцвітів створює більший вибух, тоді як заміна гіперкуба на зірковий самоцвіт перетворює всі дорогоцінні камені його кольору на зіркові самоцвіти тощо).
На відміну від попередніх записів у серії, Bejeweled Stars передбачає використання проходження рівнів з різними цілями, з обмеженою кількістю рухів, які гравець може виконати. Цілі та рухи, які може виконувати гравець, відрізняються для кожного рівня (наприклад, гравець повинен очистити гравій з дошки за 25 ходів, очистити 40 червоних дорогоцінних каменів за 30 ходів тощо).). Форма, розмір і компонування дошки відрізняються між етапами, але завжди менше 10x10. На відміну від попередніх записів, дорогоцінні камені не можна перемістити в порожні місця. Вперше в серії в ігровій дошці можуть бути прогалини. Дорогоцінні камені також можуть падати по діагоналі в порожні місця, над якими є проміжки. Деякі дошки мають трюки, які допомагають або перешкоджають прогресу гравця (наприклад: течія зміщує положення дорогоцінних каменів на них у напрямку, який сигналізує щоразу, коли робиться хід, хмари дозволяють гравцеві переміщати дорогоцінні камені на вершині до порожній хмарний слот, який вони бажають без використання ходу, і багато іншого). Завершення рівня дає гравцеві до трьох зірок, причому кількість отриманих зірок визначається загальним результатом, отриманим на цьому рівні. Зароблення зірок є частиною кількох сузір'їв, які розблоковують сили в PowerLab після повного завершення, а також монети та яйця, які отримують за завершення кількох частин сузір'я.
Коли ходи неможливі, усі дорогоцінні камені на дошці (окрім спеціальних дорогоцінних каменів) збиваються. Кількість кольорів дорогоцінних каменів починається з невеликої кількості, але починає збільшуватися на рівні, доки не будуть присутні всі 7 кольорів, що ускладнює пошук відповідників. Рівень втрачається, коли кількість ходів досягає нуля або метелик втікає з ігрового поля. Втрата або вихід з рівня призведе до віднімання одного життя зі шкали життя (яка представлена серцем). Коли більше немає життів, гравець не може грати в гру, доки у нього не буде принаймні одне життя. Життя відновлюються на одне кожні 30 хвилин і генерують максимум п'ять життів (але їх можна збільшити до шести за допомогою покупки в додатку), їх можна відновити, витративши монети, або отримати від інших друзів у Facebook. У певних випадках гравці можуть виграти необмежену кількість життєвих нагород, які перетворюють смужку життів на золоту, надаючи нескінченну гру протягом короткого періоду часу.
Час від часу під час гри на дошці з'являються спеціальні звичайні дорогоцінні камені, відомі як SkyGems, які можна зібрати як інгредієнти для використання в PowerLab. PowerLab — це функція, яка дозволяє гравцеві створювати бонуси, використовуючи зібрані SkyGems. Коли сила починає створювати, гравець повинен дочекатися, поки вона завершиться, або може переглянути рекламу чи витратити монети, щоб прискорити створення.
Додаткові функції включають предмети колекціонування, відомі як Emojis (відомі як Charms у попередніх версіях), які використовуються для біографії гравця та для відповідей на запитання Ями, систему лутбоксів, відому як Surprise Chicken, і завдання, яке змінюється щодня. Події, що відбуваються в грі, зазвичай можуть змінити деякі дорогоцінні камені на певні об'єкти, які заповнюють лічильник подій, що може надавати спеціальні нагороди.

## Звільнення
Bejeweled Stars спочатку був плавно запущений у Канаді під назвою Bejeweled Skies у грудні 2015 року. У грі буде багато змін після випуску гри через оновлення. Версія HTML5 для Facebook була запущена 26 вересня 2016 року. 25 липня 2020 року на платформі Pogo була випущена зменшена версія гри.